# رودني هال
رودني هال (بالإنجليزية: Rodney Hall)‏ هو سياسي أمريكي، ولد في 25 يوليو 1928 في مقاطعة تيرنر في الولايات المتحدة. حزبياً، نشط في الحزب الديمقراطي.